# Big Horn (Wyoming)
Big Horn statisztikai település az USA Wyoming államában, Sheridan megyében. Lakosainak száma 457 fő (2020. április 1.).

## Népesség
A település népességének változása:

| 2010 | 490 |
| 2020 | 457 |